# Vagnen (tarotkort)

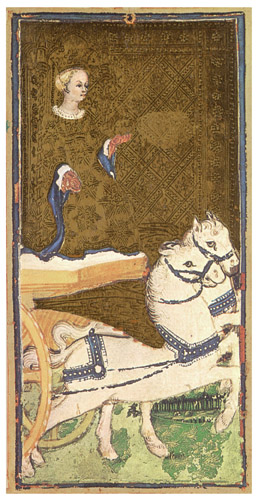
Den äldsta kända tarotkortleken framställde Vagnen med en drottning dragen av två vita hästar istället för sfinxar.

Vagnen är ett av 78 kort i en tarotkortlek, och är ett av de 22 korten i stora arkanan. Kortet ses generellt som nummer 7. Rättvänt symboliserar kortet framgång, ambition, viljestyrka, fokus och disciplin. Omvänt symboliserar kortet maktlöshet, hinder, aggressivitet, bristande kontroll liksom bristande riktning. Kortet gestaltar generellt en person som sitter i en vagn som dras av två sfinxer, varav den ena är vit och den andra är svart. På sina axlar har personen månskäror samt på huvudet en krona. Historiskt har kortet gestaltats på två vis, antingen har vagnen varit vilandes eller åkandes framåt vilket har påverkat tolkningen av kortet. Personen som sitter i vagnen har gestaltats olika genom historien och var i den äldsta kända tarotkortleken en drottning med hästar istället för sfinxar. Vad gäller kvinnan i just denna lek finns det de som menar att hon specifikt är en kvinna ur familjen Visconti. 